# Edikula
Edikula (od lat.  aedicula  – kućica, mali hram) je naziv za maleno svetište u grčkoj i rimskoj arhitekturi. Neke edikule bile su samostojeće, poput tzv. Spomenika nereida u Xantosu ili Hrama penata na reljefu s prikazom Enejine žrtve na Augustovoj Ara Pacis u Rimu. 
Edikula su mogle biti i u formi zidne niše obrubljene (polu)stupovima i zabatom, u kojoj se nalazio kipić božanstva (lara, penata i dr.) ili maleni oltar, pa je primjerice u Pompejima takva imala funkciju kućne kapelice. Takve su se edikule mogle nalaziti i u sklopu većih hramova.
Kasnije se takve edikule apliciraju i na slavoluke, gradska vrata i druge javne objekte, kako to odlično očituje glasovito pročelje Celzove biblioteke u Efezu.
Od renesanse nadalje, pojam edikule se koristi za arhitektonski okvir otvora (npr. vrata ili niše) koji sastoji od dva stupa koji drže entablaturu i zabat.
Umjetnost klasicizma iznova koristi edikulu kao nadgrobni spomenik, što je bila jedna od njezinih najranijih funkcija.